# Seznam písní Evy Pilarové
Seznam nahrávek zpěvačky Evy Pilarové vydaných na zvukových nosičích v Československu a České republice v letech 1960–2020.

## Obsah
Název písně (originální název u převzaté skladby) (autor hudby / autor textu písně), rok pořízení nahrávky.

## A
- A jedeme dál (Vladimír Klusák / Ronald Kraus), 1987
- Ach, miluji vás (Jiří Šlitr / Jiří Suchý), 1968 s Jiřím Šlitrem
- Ach, ta láska nebeská (Jiří Šlitr / Jiří Suchý), 1961, s Waldemarem Matuškou[pozn. 1]
- Amerika je Amerika (America) (Leonard Bernstein / Pavel Kopta), 1966, s Martou Kubišovou
- Amfora, lexikon a preparát (Jiří Šlitr / Jiří Suchý), 1965, s Naďou Urbánkovou
- Ave Maria (Charles Gounod), 1968, 1992
- Ave verum corpus (Wolfgang Amadeus Mozart), 1996
- Až pro mě skončí tenhle kabaret (Jiří Zmožek / Zdeněk Borovec), 1992

## B
- Banální příběh (Bohuslav Ondráček / Eduard Pergner), 1977
- Barbara (Vladimír Popelka / Pavel Vrba), 1978
- Bezvadný večer (Karel Mareš / Václav Fischer), 1966
- Bílé vánoce (White Christmas) (Irving Berlin / Jaroslav Moravec), 1996
- Bílý klapky (Karel Mareš / Jaromír Kincl), 1964
- Bio illusion (Bohuslav Ondráček / Vladimír Poštulka), 1973
- Boom-bang a bang (Boom Bang A Bang) (George Alan Moorhouse / Petr Rada), 1969
- Brno (Roman Šandor / Josef Fousek), 2018
- Bříza bílá (Václav Irmanov / Pavel Kopta), 1977
- Buď si jen větrem (Miloslav Ducháč / Václav Fischer), 1964
- Byla cesta (traditional), 1996

## C
- Caruso mi zpívá (Karel Svoboda / Jiří Štaidl), 1971
- C'est magnifique (Cole Porter / Ivo Havlů), 1965
- Cesta končí (You Don't Own Me) (David White, John Madara / Zdeněk Borovec), 1968
- Co je to láska (Don't Be Cruel) (Otis Blackwell, Elvis Presley / Jiří Suchý), 1961
- Co je víc, co je míň (Sláva Kunst / Václav Hons), 1985
- Co jsi uměl, zapomínáš (Jindřich Parma / Pavel Cmíral), 2002
- Co ve městě se povídá (Jiří Šlitr / Jiří Suchý), 1965

## D
- Dalmácia (Cvijet ceznje) (Zdenko Runjić / Jiří Aplt), 1972
- Dám tisíc dukátů (Karel Svoboda / Jiří Štaidl), 1969
- Dej Bůh štěstí (traditional), 1998
- Dej mi zprávu (Something Tells Me) (Roger Frederick Cook, Roger John Reginald Greenaway / Zdeněk Rytíř), 1972
- Dej nám, dej (Day By Day) (Stephen Laurence Schwartz / Michael Prostějovský), 1973
- Dej písničku dětem (I Wrote Song) (Bobby Goldsboro / Jaroslav D. Navrátil), 1979
- Dej se, dej se vést (Bunter Schmetterling) (Wolfgang Kähne / Michael Prostějovský), 1973
- Déšť loukám (Bohuslav Ondráček / Zdeněk Borovec), 1973
- Déšť nad Seevesem (Vítězslav Hádl / Petr Markov), 1977
- Dnes v noci (Tonight) (Leonard Bernstein / Jiří Aplt), 1964, s Waldemarem Matuškou
- Do vázy dám pár kytek čerstvých (Pesna niscej) (Raimonds Pauls / Zdeněk Mašta), 1984
- Dobře, že tě lásko mám (Evžen Illín / Zdeněk Borovec), 1964
- Dotýkat se hvězd (Jiří Šlitr / Jiří Suchý), 1964, 2018, s Karlem Gottem
- Dvě srdce, jeden hlas (Zdeněk Marat / Zdeněk Borovec), 1973, s Waldemarem Matuškou
- Dvířka od dětství (Jan Neckář / Jaroslav Maxmilián Navrátil), 1989

## E
- Espado (Karel Mareš / Jiří Štaidl), 1964

## F
- Fontána (Angelo Michajlov / Eduard Krečmar), 1969

## G
- Glory (Jiří Šlitr / Jiří Suchý), 1964, s Waldemarem Matuškou a Karlem Gottem

## H
- Hey Paula (Ray Hildebrand), 1964, s Pavlem Sedláčkem
- Hledej k mému srdci klíč (Io che non vivo senza te) (Giuseppe Donaggio / Petr Rada), 1967
- Hluchý zvon (Karel Svoboda / Zdeněk Rytíř), 1969
- Hodina zpoždění (Make Yourself Comfortable) (Bob Merrill / Jiří Štaidl), 1965
- Hrál klavír píseň línou (Nobody Does It Better) (Carole Bayer Sager, Marvin Hamlisch / Pavel Vrba, 1978
- Hrej, hrej, hrej (Dalibor Basler / Václav Babula), 1971
- Hrej mi, hrej mi (Dreams Are Ten A Penny) (John Nicholas Shakespeare, Gillian Irene Shakespeare / Zdeněk Rytíř), 1973
- Hrom aby do tě, lásko má (Karel Svoboda / Jiří Štaidl), 1969
- Hřej mě (Bohuslav Ondráček / Jan Schneider), 1968, s Jaromírem Mayerem
- Hříšná noc (Harry Macourek / Václav Fischer), 1967
- Hvězdný prach (Stardust) (Hoagy Carmichael / Zdeněk Borovec), 1987

## Ch
- Chalupa s větrníkem (František Polák / Václav Jelínek), 1982
- Chtíc, aby spal (Adam Václav Michna z Otradovic), 1996
- Chvíle štěstí (Jiří Zmožek / Hana Krütznerová), 1986
- Chvíli být Saskií (Angelo Michajlov / Eduard Krečmar), 1978

## I
- I Left My Heart In San Francisco (Douglas Cross / George Cory), 1992
- I to se stává (Comme d'habitude) (Claude François, Jacques Abel Jules Revaud / Hana Krütznerová), 1992
- Indiánská píseň lásky (Indian Love Call) (Rudolf Friml / Jiří Aplt), 1971, s Karlem Gottem

## J
- Já do hry dávám víc (Io ti daro di più) (Emidio Memo Remigi / Jiřina Fikejzová), 1966
- Já jdu jen tak s písní (I Believe In Music) (Mac Davis / Zdeněk Borovec), 1974
- Já jsem ta, co zůstává tu dál (Ženščina, katoraja pajot) (Alla Pugačova / Zdeněk Borovec), 1981
- Já nejím med (Zdeněk Marat / Hana Čiháková), 1967
- Jak jdou tvé týdny (Hello, Good Morning) (Peter Loland / Michal Bukovič), 1983
- Jak jsi krásné neviňátko (traditional), 1998
- Jánoš (Janosz, lass mich wieder mal so richtig weinen) (Heinz Gietz / František Novotný), 1977
- Jdem tmou (Tonight) (Leonard Bernstein / Jiří Aplt), 1973, s Waldemarem Matuškou
- Jdou domů vojáci (Karel Svoboda / Jiří Štaidl), 1969[pozn. 2]
- Jdu svou cestou (Vladimír Klusák / Ronald Kraus), 1987
- Je dusno a těžko (Jiří Šlitr / Jiří Suchý), 1965, s Jiřím Suchým
- Jeho svět byl tmavomodrý (Vladimír Klusák / Hana Krütznerová), 1987
- Jen blázen lásku měří (Alexander Goldscheider / Petr Markov), 1978
- Jen Pán Bůh ví (Roman Šandor / Václav Kopta), 2008, s Petrou Janů
- Jen tak se ohlédnout (With One More Look At You) (Paul Williams / Hana Zagorová), 1981
- Jestli teskníš jak já (Zdeněk Marat / Zdeněk Borovec), 1967
- Jesu Domine (Richard Pachman), 1995
- Jít tam, kde mě berou (Ti stringero) (Mauro Lusini / Hana Krütznerová), 1984
- Jsem asi jiná (Stanislav Chmelík / Michal Bukovič), 1983
- Jsem či nejsem tvým snem (Sam) (John Clifford Farrar, Hank Brian Marvin / Zdeněk Borovec), 1978
- Jsem jen tvůj sen (Ich bin) (Mario Panas, Klaus Munro / Ivo Plicka), 1977
- Jsem kouzelník (Superman) (Richard Snyder / Petr Markov), 1978
- Jsem ti nevěrná (Somos novios) (Armando Manzanero Canché / Pavel Cmíral), 1992
- Jsem tu a zpívám dál (Alexander Goldscheider / Petr Markov), 1978
- Jsem tvá dlouhá pouť (Bohuslav Ondráček / Zdeněk Borovec), 1970
- Jsi známý grafoman (Let's Twist Again) (Kal Mann, David Appell / Michal Bukovič), 1983
- Jsou chvíle (Hello, Dolly) (Jerry Herman / Ivo Osolsobě), 1967
- Jsou věci krásné samozřejmé (Václav Zahradník / Pavel Cmíral), 1983

## K
- Kabaret (Cabaret) (John Kander / Zdeněk Borovec), 1969
- Kam zase spěcháš, copak hoří (Stanislav Chmelík / Michal Bukovič), 1984, s Janem Kanyzou
- Kamenný výraz (Vladimír Klusák / Michal Bukovič), 1985
- Karty nelžou (Tomislav Vašíček / Pavel Vrba), 1966
- Každý den (Jan Militký), 2002
- Kde dávají lišky dobrou noc (Seweryn Krajewski / Zdeněk Rytíř), 1972
- Když mě opustíš (Ne me quitte pas) (Jacques Brel / Eduard Krečmar), 1969
- Když muž je v koncích (Vladimír Popelka / Zdeněk Borovec), 1977
- Když se spolu kvečeru sejdem (Angelo Michajlov / Eduard Krečmar), 1969
- Klakson houká (Block Buster) (Nicky Chinn, Michael Donald Chapman / Ivo Fischer), 1973
- Kniha lásky (Zdeněk Marat / Zdeněk Borovec), 1976
- Kolena (Jiří Šlitr / Jiří Suchý), 1968
- Kolotoč (Karel Svoboda / Zdeněk Rytíř), 1971
- Koněpruské jeskyně (Antonín Ulrich / Bohuslav Nádvorník), 1963, s Josefem Zímou
- Kousek za městem (Karel Mareš / Jiří Štaidl), 1965, s Karlem Gottem
- Král poutníků (Jindřich Brabec / Pavel Vrba), 1969
- Krásná Paříž (I Love Paris) (Cole Porter / Ivo Havlů), 1965
- Krásnej pár (Roman Šandor / Václav Kopta), 2008
- Krystalky smíchu (Kissing A Fool) (George Michael / Ronald Kraus), 1992
- Křídla Ikarova (Petr Hannig / Zdeněk Borovec), 1985

## L
- Labutí pírko (Bedřich Smetana / Pavel Cmíral), 1999
- Láska je láska (Gira l'amore) (Mario Panzeri, Lorenzo Pilat / Michael Prostějovský), 1972
- Ledové květy (Harry Macourek / Jiří Štaidl), 1963
- Letní blues (Pavel Skalický / Miloslav Procházka), 1981
- Letní ukolébavka (Summertime) (George Gershwin / Ivo Rožek), 1963
- Léto dlažbu žhaví (Les Cerisiers sont blancs) (Gilbert Bécaud / Ivo Fischer), 1969
- Léto, léto (Bohuslav Ondráček / Vladimír Poštulka), 1972
- Líbej mě, lásko má (Alfons Jindra / Václav Fischer), 1967, s Jaromírem Mayerem
- Lidé (People) (Jule Styne / Zdeněk Borovec), 1987
- Loučení (Karel Svoboda / Jiří Štaidl), 1969
- Luciana (Cantiga por Luciana) (Filho Paulo Tapajos Gomes / Vladimír Poštulka), 1970
- Lucifer v nebi (Sláva Kunst), 1963, s Karlem Štědrým a Tomislavem Vašíčkem

## M
- Má mě rád (Sláva Kunst / Hana Krütznerová), 1987
- Madelén (Bohuslav Ondráček / Miroslav Černý), 1972
- Malé kotě (Jiří Šlitr / Jiří Suchý), 1965
- Malíř mráz (Early Christmas) (Robert Mellin / František Řebíček), 1967
- Mám tě dost (You Can't Come Home Again) (Martin Lawrence Siegel / Zdeněk Borovec), 1971
- Mám za domem vlak (Jiří Janata / Pavel Cmíral), 2000
- Marmeládová sešlost (Ray Charles / Ronald Kraus), 1992
- Maškarní bál (Bohuslav Ondráček / Pavel Kopta), 1978
- Měj rád, měj ráda (Together Forever) (Harvey Schmidt / Zdeněk Borovec), 1973, s Waldemarem Matuškou
- Memoáry nocí (Seweryn Krajewski / Zdeněk Rytíř), 1972
- Měsíc nad Vermontem (Moonlight In Vermont) (Karl Suessdorf / Ivo Rožek), 1964
- Mexico (traditional / Zdeněk Borovec), 1973
- Mister Paganini (Mr. Paganini) (Samuel Coslow / Ivo Rožek), 1992
- Místo mě pláče déšť (Milan Dvořák / Pavel Cmíral), 1992
- Mně vzpomínky postačí (Arno Babadžhanjan / Petr Rada), 1972
- Moje děti v horách (traditional / Jan Spálený), 1977
- Montiho čardáš (Vittorio Monti / Jiří Suchý), 1992
- Montiho čardáš (Vittorio Monti / Jiří Suchý), 2018, s Vojtěchem Dykem
- Můj miláček cvičí (You Can't Make Nothin' Out Of That But Love) (Buck Owens / Zdeněk Borovec), 1971
- Můj přítel toulavý (Bohuslav Ondráček / Pavel Kopta), 1978
- Můj stín (Maybe) (Harry Nilsson / Zdeněk Rytíř), 1972
- Můj stín svítí z kaluží (Václav Zahradník / Miroslav Černý), 1974
- Můj vlak (Vladislav Heráček / Jiřina Fikejzová), 1977

## N
- Na jednom malém nádraží (Jiří Jelínek), 2018
- Nakonec se ráda zadlužím (Sláva Kunst / Michal Bukovič), 1987
- Naposled ti svou píseň zpívám (Our Last Song Together) (Neil Sedaka, Howard Greenfield / Ivo Plicka), 1977
- Narodil se Kristus Pán (traditional), 1998
- Náš Band (Jiří Jelínek), 2018
- Naštěstí nás písně pozvedaj (Jiří Helekal / Karel Šíp), 1992, s Marcelou Holanovou
- Nedostatek (Necessity) (Burton Lane / Jiří Voskovec, Jan Werich), 1964
- Nechoď dál (traditional / Ivo Fischer), 1967, s Waldemarem Matuškou
- Nejkrásnější krajina (Jiří Šlitr / Jiří Suchý), 1965, s Jaromírem Mayerem
- Nejsi sám (Milan Svoboda / Klára Bojarová), 1975
- Největší v Las Vegas (Big In Vegas) (Buck Owens / Zdeněk Borovec), 1971
- Nesem vám noviny (traditional), 1998
- Nevěř očím svým (Smoke Gets In Your Eyes) (Jerome Kern / Zdeněk Borovec), 1966
- Nevybouřené mládí (Karel Valdauf / Bohuslav Nádvorník), 1967
- New York, New York (John Kander / Zdeněk Borovec), 1989
- Nezavolám stůj (Roman Šandor / Oldřich Neumann), 2002
- Noc a den (Night And Day) (Cole Porter / Miloslav Ducháč), 1963, 1980
- Nosím tě na rukou (Ladislav Bezubka / Václav Větvička), 1961

## O
- Odchází Kristián (Vladimír Klusák / Hana Krütznerová), 1985[pozn. 3]
- Oheň a led (Karel Svoboda / Zdeněk Rytíř), 1970
- Oliver Twist (Karel Mareš / Rostislav Černý), 1962 s Waldemarem Matuškou a Karlem Štědrým
- One Perfect Song (Jonathan Jacob Rosen), 1994, s Jonathanem Jacobem Rosenem
- Opakuj to dál (Jaroslav Uhlíř / Miloň Čepelka), 1971
- Oranžový měsíc (Ladislav Simon / Pavel Kopta), 1963
- Otvírám ti okno dokořán (Vlastimil Hála, Miloslav Ducháč / Zdeněk Borovec), 1963

## P
- Panenka Kim (Mojmír Balling / Jana Žížalová), 1972
- Panoptikum (It's True) (John Nicholas Shakespeare, Kenneth Hawker / Petr Rada), 1967
- Pár planých růží (Vladimír Popelka / Zdeněk Rytíř), 1971
- Pár splnitelných přání (My Melancholy Baby) (Ernie Burnett / Ronald Kraus), 1969
- Párkařka (Luboš Fišer / Otakar Žebrák), 1961
- Pásli ovce valaši (traditional), 1998
- Píseň o čase (William Bukový / Jiří Sobotka), 1965
- Píseň třešňového vína (Roman Šandor / Josef Fousek), 2008
- Písnička na míru (Jaroslav Jakoubek / Jiří Suchý), 1961
- Please, Help Me, I'm Falling (Don Robertson / Hal Blair), 1965, s Karlem Gottem
- Pohlazení po duši (Milan Dvořák / Pavel Cmíral), 1992
- Pochval strom za zelený listí (Little Green Apples) (Bobby Larry Russell / Zdeněk Borovec), 1969, s Jaromírem Mayerem
- Poklad (Jiří Šlitr / Jiří Suchý), 1968, 1992[pozn. 4]
- Pondělí jak má být (Ladislav Štaidl / Michael Prostějovský), 1974
- Popěvek (Václav Kašlík / Vítězslav Nezval), 1975
- Popocatepetl Twist (Lecon de twist) (Giuseppe Mengozzi / Arnošt Vanderka), 1962
- Pořád stejně já (Whispering) (Vincent Rose, John Schonberger / Pavel Vrba), 1978
- Potají (Jiří Bažant / Jiří Štaidl), 1964
- Pozvání (Who Wants To Be A Millionaire) (Cole Porter / Jiří Suchý), 1960, s Waldemarem Matuškou
- Praha je sice krásná, ale N. Y. je N. Y. (Josef Stelibský, John Kander / Karel Melíšek, Jarka Mottl), 2008
- Pro Elišku (Für Elise) (Ludwig van Beethoven / Pavel Cmíral), 1995
- Pro modré z nebe (Pennies From Heaven) (Arthur Johnston / Michal Bukovič), 1987
- Proč je kolem nás (Jiří Suchý), 1985
- Prý mě má rád (Somebody Loves Me) (George Gershwin / Vladimír Dvořák), 1962
- Přelet nad propastí (Jan Neckář / Jiřina Fikejzová), 1989
- Příběh nekončí (Love Story) (Francis Lai / Michael Prostějovský), 1973
- Příběh ty a já (Way We Were) (Marvin Hamlisch / Jiřina Fikejzová), 1977
- Přicházím (Bohuslav Ondráček / Miroslav Černý), 1979
- Přísahám (Ain't No Way) (Carolyn Ann Franklin / Zdeněk Borovec), 1969
- Pták Fénix (Roman Šandor / Hana Sorrosová), 2018, s Josefem Voltrem
- Půjdem spolu do Betléma (traditional), 1998
- Půlnoční vernisáž (Vladimír Popelka / Michael Prostějovský), 1976
- Purpura (Jiří Šlitr / Jiří Suchý), 1996

## R
- Ráda bych k Betlému (traditional), 1998
- Ráj bílých čápů (Vladimír Rukavička / Miloslav Procházka), 1976
- Rekviem (Bohuslav Ondráček / Jan Schneider), 1967
- Rodeo (Bohuslav Ondráček / Zdeněk Rytíř), 1970
- Rozhoupej zvony (Lieb mich so, wie dein Herz es mag) (Frank Schoebel / Zdeněk Borovec), 1968, s Jaromírem Mayerem
- Růžová pentle (Jiří Šlitr / Jiří Suchý), 1965
- Řasy tvých očí (Miroslav Kefurt / Rostislav Černý), 1966, s Jaromírem Mayerem
- Řeka (Roman Šandor / Denisa Marková), 2018

## S
- S nádhernou duhou (Over The Rainbow) (Harold Arlen / Miloň Čepelka), 1987
- S tebou (Near You) (Francis Craig, Kermit Goell / Jiří Traxler), 1966
- Satchmo (Jiří Šlitr / Jiří Suchý), 1964, s Jiřím Jelínkem
- Sekáči jdou (Baby, Don't Go) (Harlan Howard / Jiří Štaidl), 1968
- Siciliana (Speak Softly Love) (Giovanni Rota / Ivo Fischer), 1973
- Sochy v dešti (Crying In The Rain) (Howard Greenfield / Zdeněk Borovec), 1967, s Jaromírem Mayerem
- Something About John Coltrane (Alice Coltrane), 1965, s Karlem Gottem[pozn. 5]
- Song má se hrát (I Write The Songs) (Bruce Arthur Johnston / Zdeněk Borovec), 1978
- Srdcový král (Jindřich Parma / Pavel Cmíral), 2002
- Stala se jest divná věc (Jiří Srnka / Zikmund Winter), 1998
- Stará láska nerezaví (Karel Svoboda / Zdeněk Rytíř), 1973, s Waldemarem Matuškou
- Staré paláce (Mojmír Balling / Ivo Fischer), 1976
- Stárne svět (Diese Welt) (Dieter Zimmermann / Vladimír Poštulka), 1973
- Stárnutí (Jiří Šlitr / Jiří Suchý), 1966, 1992
- Stopy (Jan Militký), 2002
- Stříbrné zvonky (Vítězslav Hádl / Petr Markov), 1971
- Sup a žluva (Jiří Šlitr / Jiří Suchý), 1960
- Svět je velký babylón (Bohuslav Ondráček / Michael Prostějovský), 1973
- Svět se baví (Vladimír Klusák / Ronald Kraus), 1985
- Swing (Leonard Bernstein / Zdeněk Borovec), 1966
- Swingu dech (Vít Fiala), 2018
- Syn Boží se nám narodil (traditional), 1996
- Štědrej večer nastal (traditional), 1998

## T
- Tady stál kdysi dům (Bohuslav Ondráček / Zdeněk Borovec), 1973, s Waldemarem Matuškou
- Tak já nevím (Zdeněk Petr / Vladimír Dvořák), 1966
- Tak jako dřív (Stanislav Chmelík / Michal Bukovič), 1983
- Tak pojď si hrát (Zdeněk Merta / Pavel Vrba), 1977
- Tak ptej se honem (Kentucky Woman) (Neil Diamond / Miroslav Černý), 1971
- Tak sbohem (Nobody's Darling But Mine) (Jimmie Davis, Jeanne Pruett / Petr Rada), 1967
- Tak tohle mi hrej (Karel Zich / Hana Krütznerová), 1985
- Tak zpívej dál (Roman Šandor / Roman Bukovjan), 2018, s Janem Onderem
- Tam, kde slunce pálí (Pase lo que pase) (Augusto Algueró Dasca / Zdeněk Borovec), 1969
- Tam odkud píše mi láska (The Letter) (Wayne Carson / Eduard Krečmar), 1971
- Tam za tou duhou (Look To The Rainbow) (Burton Lane / Jiří Voskovec, Jan Werich), 1964, 1982
- Tam za vodou v rákosí (Karel Mareš / Jiří Štaidl), 1963, s Waldemarem Matuškou
- Teď, když dveře tvý jsou zavřený (Vítězslav Hádl / Petr Markov), 1978
- Ten hlas, ten mámin úsměv (You've Lost That Lovin' Feelin') (Barry Mann, Philip Spector / Zdeněk Borovec), 1973
- Ten, kdo nemá rád (If This Isn't Love) (Burton Lane / Jiří Voskovec, Jan Werich), 1964, 1982, s Waldemarem Matuškou
- Tichá noc (Franz Xaver Gruber / Václav Renč), 1968[pozn. 6]
- Tichá noc (Franz Xaver Gruber / Václav Renč), 1996
- Tichou poštou (Vladimír Popelka / Vladimír Poštulka), 1972
- Tichý kout (Somewhere) (Leonard Bernstein / Jan Schneider), 1969
- Tím láska nekončí (Max Wittmann / Hana Krütznerová), 1985
- To měl můj táta rád (Vladimír Popelka / Zdeněk Rytíř), 1971
- To se stává (Bohuslav Ondráček / Jan Schneider), 1967
- To všechno zavinila láska (Zdeněk Marat / Zdeněk Borovec), 1967
- To vůbec nevadí (Antonín Ulrich, Jindřich Praveček / Josef Sládek), 1963, s Josefem Zímou
- Toulavý blues (Stanislav Chmelík / Michal Bukovič), 1985
- Trojúhelník (Bohuslav Ondráček / Zdeněk Borovec), 1973
- Tůň přání (Ladislav Kubík / Ronald Kraus), 1969
- Turecký pochod (Wolfgang Amadeus Mozart), 1989, 1992[pozn. 7]
- Tvůj dům (Blue Moon) (Richard Rodgers / Ronald Kraus), 1969
- Tvůj vlak (Stanislav Chmelík / Miroslav Černý), 1985
- Ty písně hrajte mi dál (Vladimír Klusák / Ronald Kraus), 1985

## U
- U nás doma (How Are Things in Glocca Morra) (Burton Lane / Jan Werich), 1964, 1980
- Ukolébavka (Zdeněk Petr / Ivo Fischer), 1963
- Únavu pošleme o číslo dál (Vladimír Klusák / Michal Bukovič), 1985
- Upřímně rád (Jindřich Brabec / Jiří Aplt), 1968
- Už dávno nejsem dítě (Stars Fell On Alabama) (Frank Perkins / Jiří Suchý), 1964, s Waldemarem Matuškou
- Už dávno nejsem dítě (Stars Fell On Alabama) (Frank Perkins / Jiří Suchý), 1992, 2019[pozn. 8]

## V
- V co se tvá láska změní (Angelo Michajlov / Eduard Krečmar), 1969
- V koutě nesedej (Bohuslav Ondráček / Zdeněk Borovec), 1971
- V ptačích rájích (Birds Of A Feather) (Joe South / Pavel Vrba), 1971
- V půlnoční hodinu (traditional), 1998
- Vážky (Jindřich Brabec / Pavel Vrba), 1969
- Venku je déšť a mráz (Baby It's Cold Outside) (Frank Loesser / Zdeněk Borovec), 1967, s Jaromírem Mayerem
- Vím, jak dál (Free Again) (Armand Ferdinand Antoine Canfora, Joss Baselli / Pavel Cmíral), 1992
- Vím už, co to znamená (Teach Me Tonight) (Gene de Paul / Jiří Suchý), 1962
- Vítej, lásko (Good Bye) (José Gonzalez-Grano de Oro / František Ringo Čech), 1974
- Vivat swing (Jiří Jelínek), 2018
- Vláček z dětských snů (On Atchison Topeka And Santa Fe) (Harry Warren / Ronald Kraus), 1987
- Vlčí máky (Solitary Man) (Neil Diamond / Vladimír Poštulka), 1971
- Vlny (Jindřich Brabec / Jiřina Fikejzová), 1970
- Vosková panenka (Poupée de cire, poupée de son) (Serge Gainsbourg / Zdeněk Borovec), 1965
- Vrať se k nám stejnou řekou (traditional / Hana Krütznerová), 1986
- Vstávám (Jiří Jelínek, Roman Bukovjan), 2018
- Vyznání v růžích (Vie en rose) (Louiguy / Jiří Traxler), 1986
- Vždyť jsou Vánoce (Egon Walter / Bohuslav Nádvorník), 1964, s Waldemarem Matuškou
- Young Lovers (Ray Hildebrand / Jill Jackson), 1964, s Pavlem Sedláčkem

## Z
- Záhadné bílé psaní (Bohuslav Ondráček / Pavel Kopta), 1978
- Zamilovaný pán (Rough Ridin') (Hank Jones, Ella Fitzgeraldová / František Řebíček), 1965
- Zastavte čas! (Jaromír Vomáčka / Jaromír Čermák), 1966
- Zátiší (Jindřich Brabec / Jaroslav Šprongl), 1982
- Zestárlé a unavené století (Milan Pilar / Ronald Kraus), 1992
- Zítra přijde zas (Sláva Kunst / Ronald Kraus), 1987
- Zkus bejt sám, za chvíli vzdáš to (Goodbye Sam, Hello Samantha) (Mitch Murray, Peter Robin Callander, Geoffrey Stephens / Vladimír Poštulka), 1970
- Zlatá podkova (Zdeněk Marat / Vladimír Čort), 1977
- Zmýlená neplatí (traditional / Michael Prostějovský), 1973, s Waldemarem Matuškou
- Znám tě (Stanislav Chmelík / Michal Bukovič), 1984, s Evou Olmerovou
- Znáš slůvek pár (Alexander Goldscheider / Jaroslav Machek), 1977
- Žádná píseň ohraná (Sláva Kunst / Ronald Kraus), 1985
- Želví blues (Jiří Suchý), 1964
- Žízním (Jemand) (Reinhard Lakomy / Michael Prostějovský), 1973